# IEEE 802.1Q
VLAN-ovi, odnosno virtualne lokalne mreže rade stavljanjem oznaka (engl. tag) na mrežne okvire i kasnijim rukovanjem tim oznakama na mrežnim elementima (uređajima ili računalima); stvarajući izgled i funkcionalnost mrežnog prometa koji je fizički na jednoj mreži, ali djeluje kao da je podijeljen između zasebnih mreža. Na ovaj način, VLAN-ovi mogu držati mrežne uređaje i aplikacije odvojenima unatoč tome što su povezani na istu fizičku mrežu i bez potrebe za postavljanjem višestrukog skupa kabliranja ili dodatnih mrežnih uređaja.
Protokol koji se danas najčešće koristi za podršku VLAN-ovima je IEEE 802.1Q.
Standard IEEE 802.1Q definira sustav VLAN označavanja za okvire Ethernet i popratne procedure koje će koristiti premosnici (engl. bridges) i preklopnici (engl. switches) u rukovanju takvim okvirima. Standard također sadrži odredbe za shemu prioritizacije kvalitete usluge (QoS) poznatu kao IEEE 802.1p i definira Generic Attribute Registration Protocol (GARP).
Dijelovi mreže koji su svjesni VLAN-ova (tj. sukladni IEEE 802.1Q) uključuju VLAN oznake. Kada mrežni okvir uđe u dio mreže koji je svjestan VLAN-a, dodaje se oznaka koja predstavlja članstvo u VLAN-u. Svaki ovakav mrežni okvir mora biti prepoznatljiv s pripadnošću točno određenog (jednog) VLAN-a. To znači da, ako primjerice mrežni okvir pripada VLAN mreži 100, da će on nositi VLAN (802.1Q) oznaku VLAN 100.
Dio 802.1Q zaglavlja koji se odnosi na VLAN mreže (polje VLAN identifier – VID) je veličine 12 bitova, pa je prema tome moguće definirati maksimalno 4096 VLAN mreža.